# Eric Martin (calciatore)
Eric Martin (Perth, 31 marzo 1946) è un ex calciatore scozzese, di ruolo portiere.

## Carriera
Nel 1963, dopo aver giocato nelle giovanili dei dilettanti del Blairhall Colliery, si trasferisce al Cowdenbeath, con cui all'età di 17 anni esordisce tra i professionisti giocando una partita nella seconda divisione scozzese. Dal 1964 al 1967 gioca invece nella prima divisione scozzese con il Dunfermline, per un totale di 49 partite di campionato giocate; con i Pars conquista tra l'altro un terzo posto ed una finale persa in Coppa di Scozia, entrambi nella stagione 1964-1965, e gioca in totale 10 partite in Coppa delle Fiere (6 nella Coppa delle Fiere 1965-1966 e 4 nella Coppa delle Fiere 1966-1967).
Nel 1967 si trasferisce a stagione in corso al Southampton, club della prima divisione inglese, con il quale nella seconda parte della stagione 1966-1967 gioca 11 partite di campionato; nel biennio successivo gioca invece rispettivamente 24 e 8 partite in prima divisione con i Saints, con i quali gioca anche 6 partite nella Coppa delle Fiere 1969-1970. Nella stagione 1970-1971 diventa invece titolare nel club biancorosso, con cui gioca 41 partite di campionato, a cui aggiunge ulteriori 2 partite nella Coppa UEFA 1971-1972 (prima edizione nella storia della Coppa UEFA), per un totale in carriera di 18 presenze tra questa manifestazione e la Coppa delle Fiere. Nelle stagioni 1971-1972, 1972-1973 e 1973-1974 gioca invece rispettivamente 42, 42 e 35 partite in prima divisione con il Southampton, per un totale di 238 partite in questa categoria, a cui aggiunge poi 10 partite in seconda divisione nella prima parte della stagione 1974-1975 per un totale di 248 incontri di campionato con il Southampton (che, di fatto, coincidono anche con il suo totale di presenze in carriera nei campionati della Football League).
Nel 1975 lascia i Saints per andare a giocare nella NASL ai Washington Diplomats, con i quali nell'arco di quattro stagioni gioca in totale 58 partite, venendo anche nominato tra i NASL All-Stars nel 1976, anno nel quale partecipa anche al Torneo del Bicentenario con la maglia del Team America. Torna poi in Inghilterra dove chiude la carriera giocando con i dilettanti del Newport, formazione dell'Isola di Wight.